# Емисионен спектър
Емисионният спектър на химичен елемент или съединение е спектърът на честотите на електромагнитното излъчване на атом или молекула, преминаващ(a) от високо енергийно ниво към по-ниско енергийно ниво. Енергията на излъчения фотон е равна на енергийната разлика между двете нива. Съществуват множество възможни електронни преходи за всеки атом и всеки преход има специфична енергийна разлика. Този сбор от различни преходи, водещ до различни излъчени дължини на вълната, съставлява емисионния спектър. Емисионният спектър на всеки елемент е уникален. Оттук, може да се използва спектроскопия за идентифициране на елементите в материя с неизвестен състав.

## Излъчване
Във физиката, излъчването или емисията е процес, чрез който квантово механично състояние с висока енергия на частица се превръща в състояние с по-ниска енергия чрез излъчване на фотон, при което се произвежда светлина. Честотата на излъчената светлина е функция от енергията на прехода. Тъй като енергията трябва да бъде запазена, енергията на фотона е равна на енергийната разлика между двете нива. Преходите между различните енергийни състояния могат да доведат до емисии в много широк диапазон от честоти. Например, феномените флуоресценция или фосфоресценция се състоят в излъчването на видима светлина при преходи между енергийни нива в атоми и молекули. От друга страна, при енергийните преходи на радиоактивния разпад могат да се излъчват високоенергийни гама лъчи, докато при ядрените спинови преходи се излъчват нискоенергийни радиовълни.
Емитансът (Beam emittance) на даден обект определя количествено колко светлина се отделя от него. Това може да е свързано и с други свойства на обекта чрез закона на Стефан – Болцман. За повечето вещества количеството излъчване зависи от температурата и спектроскопичния състав на обекта, водейки до появата на цветова температура и емисионни линии. Прецизните измервания на много дължини на вълната позволяват да се проведе анализ на веществото чрез емисионна спектроскопия.
Излъчването обикновено се описва с помощта на полукласическата квантова механика: енергийните нива на частиците и разстоянията между тях се определят от квантовата механика, а светлината се разглежда като трептящ електрически осцилатор, който може да предизвика преход, когато изпадне в резонанс с естествената честота на системата. Това описание вече е заменено от квантовата електродинамика, макар че полукласическата версия все още да се оказва по-полезна при повечето практически изчисления.

## Произход
Когато електроните в атома се възбудят, например чрез нагряване, допълнителната енергия избутва електроните към по-високоенергийните орбитали. Когато електроните падат обратно и напускат възбуденото си състояние, енергията се излъчва под формата на фотон. Дължината на вълната и честотата на фотона се определят от разликата в енергията между двете състояния. Тези излъчени фотони образуват спектъра на дадения елемент.
Фактът, че само някои цветове се проявяват в емисионния спектър на даден елемент означава, че се излъчват само определени честоти на светлината. Всяка от тези честоти са свързани с енергията чрез формулата:
{\displaystyle E_{\text{photon}}=h\nu },
където {\displaystyle E_{\text{photon}}} е енергията на фотона, {\displaystyle \nu } е честотата му, а {\displaystyle h} е константата на Планк. Това ще рече, че само фотони с определена енергия се излъчват от атома. Принципът на емисионния спектър на атома обяснява различните цветове на неоновите надписи, както и на пламъка при горене.
Честотите на светлината, които един атом може да излъчва, зависят от състоянията, в които могат да се намират електроните. Когато се възбуди, електронът се придвижва към по-високо енергийно ниво или орбита. Когато електронът се върне обратно на базовото си ниво, се излъчва светлина.
Горното изображения показва видимата светлина на емисионния спектър на водорода. Ако е наличен само един атом водород, тогава във всеки момент би се наблюдавала само една-единствена видима дължина на вълната. Наблюдават се няколко от възможни емисии, защото пробата съдържа много водородни атоми, които са в различни първоначални енергийни състояния и достигат различни крайни енергийни състояния. Тези различни комбинации водят до едновременни емисии при различни дължини на вълните.

### Излъчване от молекули
Освен чрез преход на енергийни състояния, енергията на дадена молекула може да се измени и чрез ротационни, вибрационни или комбинирани преходи. Тези енергийни преходи често водят до тясно разположени групи с множество различни спектрални линии.

## Емисионна спектроскопия
Светлината е съставена от електромагнитно излъчване с различна дължина на вълната. Следователно, когато елементите или техните съединения се нагряват чрез огън или електрична дъга, те излъчват енергия под формата на светлина. Анализът на тези светлина с помощта на спектроскоп показва прекъснат спектър. Спектроскопът е инструмент, който се използва за разделяне на състава на светлината с различна дължина на вълната. Спектърът се проявява като поредица от линии. Този спектър се наричат атомен спектър, когато е създаден от атом в елементарна форма. Всеки елемент има различен атомен спектър. Генерирането на линеен спектър от атомите на даден елемент показва, че той може да излъчва само определено количество енергия. Това води до заключението, че свързаните електрони не могат да имат всякакво количество енергия, а само определено количество енергия.
Емисионният спектър може да бъде използван за определяне на състава на даден материал, тъй като е различен за всеки елемент от периодичната таблица. Например, астроспектроскопията идентифицира състава на звездите чрез анализ на получената светлина.
Характеристиките на емисионния спектър на някои елементи са ясно видими с просто око, когато тези елементи се загряват. Например, когато платинова жица се потопи в разтвор на стронциев нитрат и се постави в пламък, стронциевите атоми излъчват червен цвят. По подобен начин, когато мед се постави в пламък, пламъкът се оцветява в зелено. Тези определени характеристики позволяват на елементите да се идентифицират според техния атомен емисионен спектър. Не всяко излъчване е видимо с невъоръжено око, тъй като спектърът включва както ултравиолетови, така и инфрачервени вълни.
Емисионната спектроскопия е техника на спектроскопия, която изучава дължината на вълната на фотони, излъчени от атоми или молекули по време на прехода им от възбудено състояние към по-ниско енергийно ниво. Емисионната спектроскопия се развива към края на 19 век и работата по теоретичното обяснение на атомните емисионни спектри в крайна сметка довежда до формулирането на квантовата механика.
Съществуват много начини, по които атомите могат да се доведат до възбудено състояние. Взаимодействие с електромагнитно излъчване се използва при флуоресцентната спектроскопия, протони или други по-тежки частици при индуцираната с частици рентгенова емисия и електрони или гама лъчи при енергодисперсионната рентгенова спектроскопия. Най-простият начин е да се загрее образеца до висока температура, при което възбуждането настъпва вследствие сблъсъците между атомите. Именно този метод е използван от Андерс Ангстрьом, когато за пръв път открива феномена на дискретните емисионни линии през 1850-те години. През 1913 г. Нилс Бор открива емисионни спектрални линии като наблюдава прехода на електрони към различни енергийни нива в атома.
Макар емисионните линии да се предизвикват от прехода между квантувани енергийни нива и могат на пръв поглед да изглеждат много резки, те имат крайна ширина, тоест те са съставени от повече от една дължина на вълната. Това разширение на спектралните линии се дължи на различни причини.

## Емисионен коефициент
Емисионният коефициент е коефициент на изходната мощност за единица време от електромагнитен източник. Коефициентът на даден газ варира според дължината на вълната на светлината. Измерва се в ms−3sr−1. Използва се и за измерване на емисии в околната среда в MWh.

### Разсейване на светлината
При Томсъновото разсейване, заредена частица има електромагнитно излъчване, когато върху нея попада светлина. Частицата може да бъде обикновен атомен електрон, така че емисионните коефициенти имат практическо приложение. Стойността на емисионния коефициент при този вид разсейване може да бъде изчислена от попадащия светлинен поток, плътността на заредените частици и диференциалното им сечение на Томсън (площ/ъгъл).

### Спонтанно излъчване
Топло тяло, излъчващо фотони, има монохроматичен емисионен коефициент, който е свързан с температурата му и общото му енергийно излъчване. Той може да се изведе от теорията на квантовата механика.